# Darby Stanchfield
Darby Stanchfield est une actrice et réalisatrice américaine, née le 29 avril 1971 sur l'Île Kodiak en Alaska.
Elle joue pour le cinéma indépendant et fait de nombreuses apparitions à la télévision dans diverses séries télévisées. Elle obtient quelques rôles réguliers dans des séries comme Hôpital central, Jericho, Mad Men et NCIS : Enquêtes spéciales. Puis, elle est révélée auprès du grand public par le rôle d'Abby Whelan dans la série dramatique à succès Scandal (2012-2018) avant d'être l'un des premiers rôles de la fantastique Locke and Key.

## Biographie
Darby grandit en Alaska où son père était pêcheur. Elle déménage ensuite à Dutch Harbor dans les Îles Aléoutiennes, puis à Mercer Island près de Seattle. Elle poursuit ses études à l'Université de Puget Sound, et décroche son diplôme en communication et théâtre en 1993. Elle obtient en 1998 une Maîtrise en Arts (MFA) au Conservatoire Américain de Théâtre à San Francisco.
Elle est la nièce de Walt Stanchfield, un animateur ayant travaillé aux studios Disney notamment reconnu pour son travail sur les films d'animation populaires Le Livre de la jungle (1967), Les Aristochats (1970) et Qui veut la peau de Roger Rabbit (1988).

### Vie privée
Elle est mariée à Joseph Mark Gallegos depuis 2009.

## Carrière

### Débuts et rôles secondaires

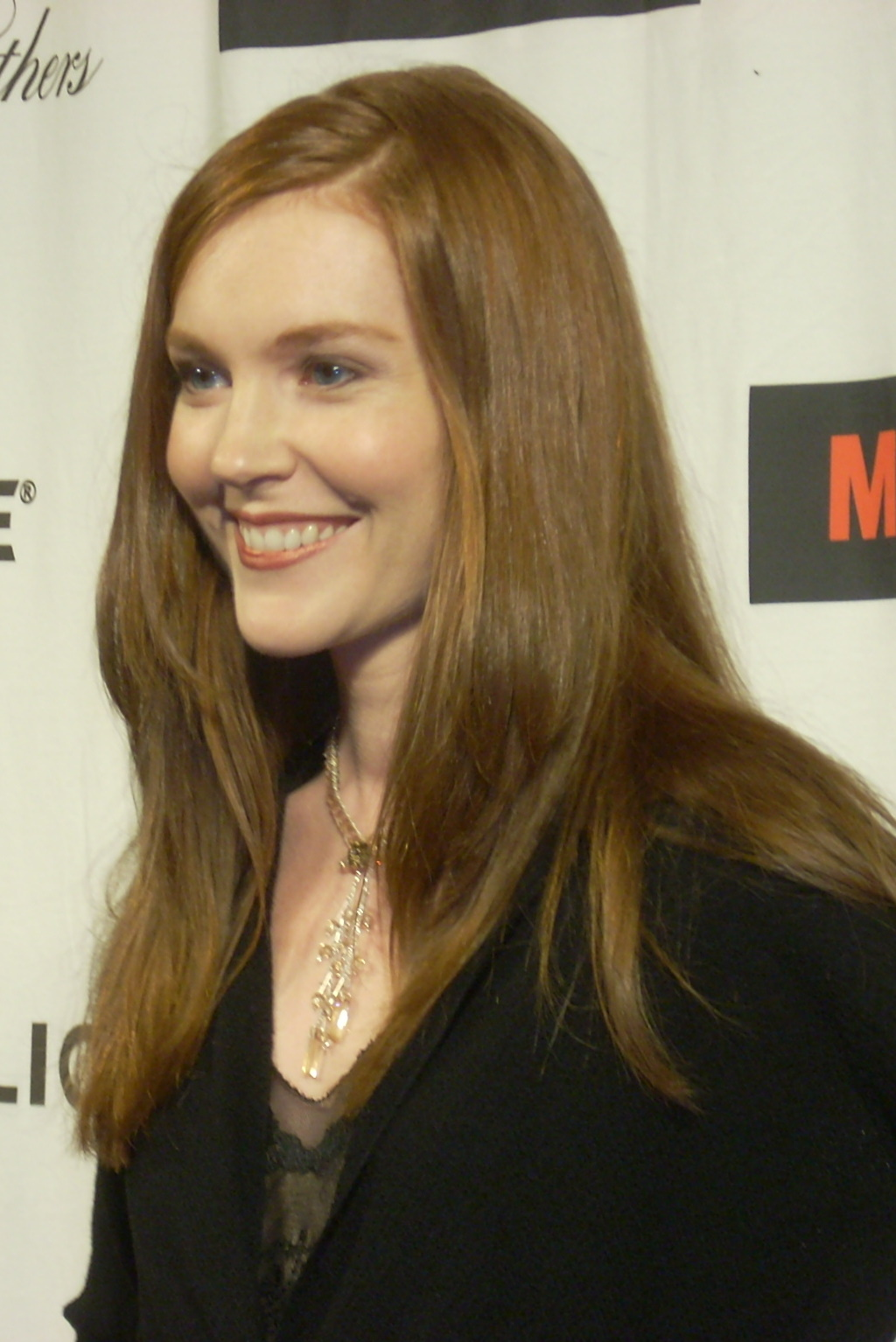
En 2008, à Los Angeles.

En 2000, elle fait ses débuts en tant qu'actrice en apparaissant dans un épisode de la série télévisée Diagnostic : Meurtre. Après ce premier essai, elle apparaît dans de nombreuses séries à succès le temps d'un épisode comme Cold Case, Mentalist, Monk, FBI : Portés disparus, Bones et Nip/Tuck ainsi qu'une apparition dans la sitcom How I Met Your Mother.
En 2004, elle joue dans son premier téléfilm la romance Un amour de Noël réalisé par Harvey Frost sur Hallmark Channel. Au cinéma, elle joue aux côtés de Josh Duhamel, lui aussi à ses débuts, dans The Portrait of Dorian Gray.
En 2006, elle obtient son premier rôle régulier important, April Green, dans la série dramatique Jericho de CBS et un an plus tard, celui d'Helen Bishop, la voisine qui dérange January Jones dans une autre série populaire, Mad Men.
En 2007, elle remplace l'actrice Annie Wersching, pendant deux semaines, sur le tournage du feuilleton télévisé américain Hôpital central. La même année, elle joue un second rôle dans Waitress de Adrienne Shelly avec Keri Russell. Un an plus tard, elle fait la rencontre de Shonda Rhimes et apparaît dans un épisode de Private Practice, série dérivée de Grey's Anatomy.
Entre 2007 et 2009, elle joue un rôle récurrent dans la série comique Exes & Ohs avec Michelle Paradise et Angela Featherstone.

### Scandalet rôles réguliers

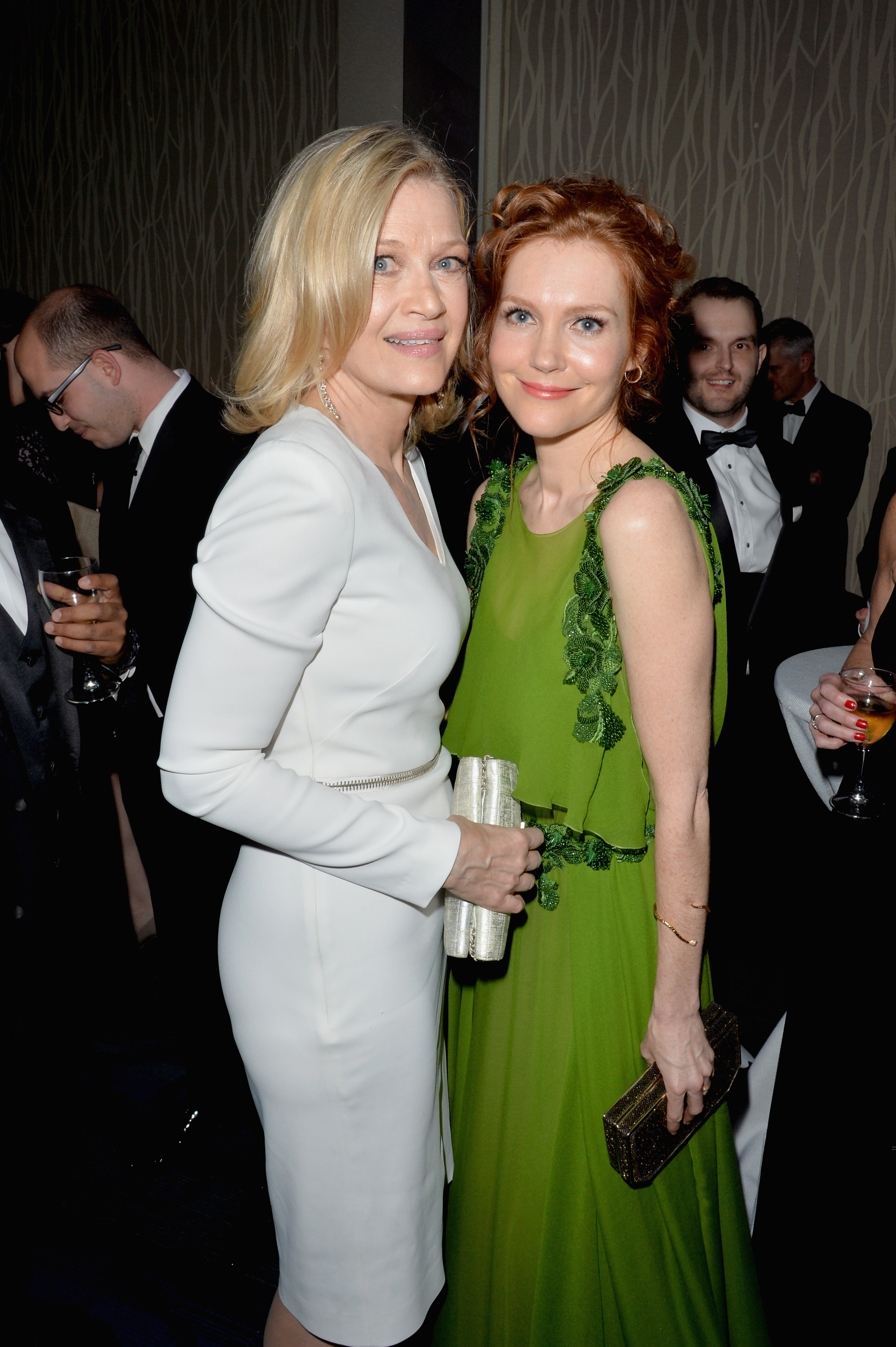
Aux côtés de la journaliste Diane Sawyer, lors du dîner de l'association des correspondants de la Maison-Blanche, en 2014.

En 2009, elle fait une apparition remarquée en tant que première femme de Nathan Fillion dans la série à succès Castle. Elle reprendra ce rôle en tant que guest-star, en 2013.
Entre-temps, elle joue dans un nouveau téléfilm toujours pour Hallmark Channel, Un prince pas très charmant avec Brooke Burns.
Puis, elle se fait connaître au grand public par le rôle d'Abby Whelan dans la série à succès du réseau ABC, Scandal produit par Shonda Rhimes,,, créatrice de Grey's Anatomy, la série est un succès commercial et devient la série dramatique la plus populaire sur les réseaux sociaux,,. La série est finalement arrêtée à l'issue de la saison 7.
En 2020, elle joue dans un film familial pour la plateforme Disney+, Stargirl. La même année, elle revient surtout dans l'un des premiers rôles de la série fantastique Locke and Key créée par Joe Hill de la plateforme Netflix,,,,. Elle y incarne Nina Locke aux côtés de Connor Jessup, Emilia Jones et Jackson Robert Scott.

## Filmographie

### Cinéma

#### Longs métrages
- 2004 : The Picture of Dorian Gray de Dave Rosenbaum : Sybil Vane
- 2007 : Waitress d 'Adrienne Shelly : Francine Pomatter
- 2011 : The Guest Room d'Henry Olek : Karen
- 2015 : The Square Root of 2 d'Harold Reitman et de Bernard Salzmann : Rachel
- 2016 : Carnage Park de Mickey Keating : Ellen San Diego
- 2016 : Loserville de Lovell Holder : Evelyn MacDonald
- 2016 : À la poursuite du manuscrit sacré : La Quête de la vérité (The Rendezvous) d'Amin Matalqa et Annemarie Jacir : Ruthie
- 2018 : The Clinic de Darrell Wheat : Emily
- 2019 : Justine de Stephanie Turner : Alison
- 2020 : Stargirl de Julia Hart : Gloria Borlock
- 2020 : Willie and Me d'Eva Haßmann : Rebecca

#### Courts métrages
- 2009 : The Sacrifice de Diane Namm : Loretta Johnson
- 2009 : Open House de David Kashkooli : Beth Dunne
- 2011 : Clay de David Kashkooli : Claire
- 2011 : Finding Hope de Diane Namm : Loretta

### Télévision

#### Séries télévisées
- 2000 : Diagnostic : Meurtre (Diagnosis Murder) : Nora
- 2001 : Angel : Denise
- 2002 : That '80s Show : La porte-parole
- 2002 : Mes plus belles années (American Dreams) : Amy
- 2003 : Monk : Erin Hammond
- 2004 : Tout est relatif (It's All Relative) : Jordan F
- 2004 : Good Girls Don't... : Une femme
- 2004 : La Vie avant tout (Strong Medicine) : Hilary Davis
- 2005 : FBI : Portés disparus (Without a Trace) : Kim
- 2005 : 24 heures chrono (24) : Shari
- 2005 : The Inside : Dans la tête des tueurs (The Inside) : Une femme
- 2005 : Nip/Tuck : Aimee Bolton
- 2006 : Campus Ladies : Mikka
- 2006 - 2008 : Jericho : April Green
- 2006 - 2015 : NCIS (NCIS) : Shannon Gibbs
- 2007 : Bones : Connie Lopata
- 2007 : Hôpital central (General Hospital) : Amelia Joffe
- 2007 : Cold Case : Affaires classées (Cold Case) : Melissa Canter en 1989
- 2007 - 2008 : Mad Men : Helen Bishop
- 2007 - 2011 : Exes & Ohs : Sienna
- 2008 : Private Practice : Tess Milford
- 2009 : Mentalist : Stevie Caid
- 2009 : Ghost Whisperer : Grace Clarkson en 1959
- 2009 : Life : Ella Holden
- 2009 : Les Experts : Manhattan (CSI : NY) : Dawn Higgins
- 2009 / 2013 : Castle : Meredith
- 2010 : How I Met Your Mother : Marissa Heller
- 2011 : Les Experts : Miami CSI : Miami) : Linda Hill
- 2011 : Burn Notice : Sadie Forte
- 2012 - 2018 : Scandal : Abby Whelan
- 2020 - 2022  : Locke and Key : Nina Locke

#### Téléfilms
- 2004 : Un amour de Noël (Single Santa Seeks Mrs. Claus) d'Harvey Frost : La vendeuse
- 2011 : Un prince pas très charmant (Fixing Pete) de Michael Grossman : Cynthia

### En tant que réalisatrice
- 2017 : Scandal: Gladiator Wanted (mini-série, 6 épisodes)
- 2018 : Scandal (saison 7, épisode 15)

## Distinctions
Sauf indication contraire ou complémentaire, les informations mentionnées dans cette section proviennent de la base de données IMDb.

### Récompenses
- Monaco International Film Festival 2009 : 
  - meilleure actrice dans un second rôle dans un court métrage pour The Sacrifice
  - meilleure distribution pour The Sacrifice
- TV Guide Awards 2013 : Fan Favorite Awards pour Scandal[17]